# Marie-Madeleine Maisonnat
Marie-Madeleine Maisonnat, född i Port-Royal 1695, död efter 1770, var en fransk kolonist. Hon tillhörde en fransk familj i Port Royal, Nova Scotia, men gifte sig med en brittisk soldat, William Winniett, sedan kolonin blivit brittisk och fick med tiden ett stort inflytande över den lokala garnisonen. Hon uppges ha tillåtits delta i krigsråd i fortet och kunde få arresterade soldater frigivna på sitt hedersord. 